# Cyrtonyx tedfordi
Cyrtonyx tedfordi — вимерлий вид куроподібних птахів родини токрових (Odontophoridae). Вид існував у міоцені (16-13.6 млн років тому) у  Північній Америці. Скам'янілі рештки виду знайдені в озерних відкладеннях аргіл карбонату формування Барстоу у штаті Каліфорнія. Описаний по елементу кінцівки (правий carpometacarpus).